# NGC 4964
NGC 4964 est une galaxie spirale située dans la constellation de la Grande Ourse. Sa vitesse par rapport au fond diffus cosmologique est de 2 677 ± 11 km/s, ce qui correspond à une distance de Hubble de 39,5 ± 2,8 Mpc (∼129 millions d'al). NGC 4964 a été découverte par l'astronome germano-britannique William Herschel en 1789.
NGC 4964 est une galaxie du champ, c'est-à-dire qu'elle n'appartient pas à un amas ou un groupe et qu'elle est donc gravitationnellement isolée.